# دان مان
دان مان (بالإنجليزية: Dan Man)‏ هو ملحن بليزي، ولد في 1973.